# ATC kód B
ATC kód B je oddílem Anatomicko-terapeuticko-chemické klasifikace léčiv.
B. Krev a krvetvorné orgány
- B01 Antikoagulancia, antitrombotika
- B02 Antihemorrhagika
- B03 Antianemika
- B04 Prázdná hlavní terapeutická skupina.
- B05 Náhrady plazmy a perfúzní roztoky
- B06 Jiné krevní přípravky včetně fibrinolytik a hyaluronidázy